# 토마시 카롤라크
토마시 파베우 카롤라크(폴란드어: Tomasz Paweł Karolak, 1971년 6월 21일~)는 폴란드의 배우이다.

## 작품 목록

### 영화
- 퍼펙트 가이 포 마이 걸프렌드 (2009년)
- 겟 로우 (2009년)
- 스플린터스 (2008년)
- 쿠카 씨의 충고 (2008년)
- 테스토스테론 (2007년)
- 빅 애니멀 (2000년)